# Fotomontage

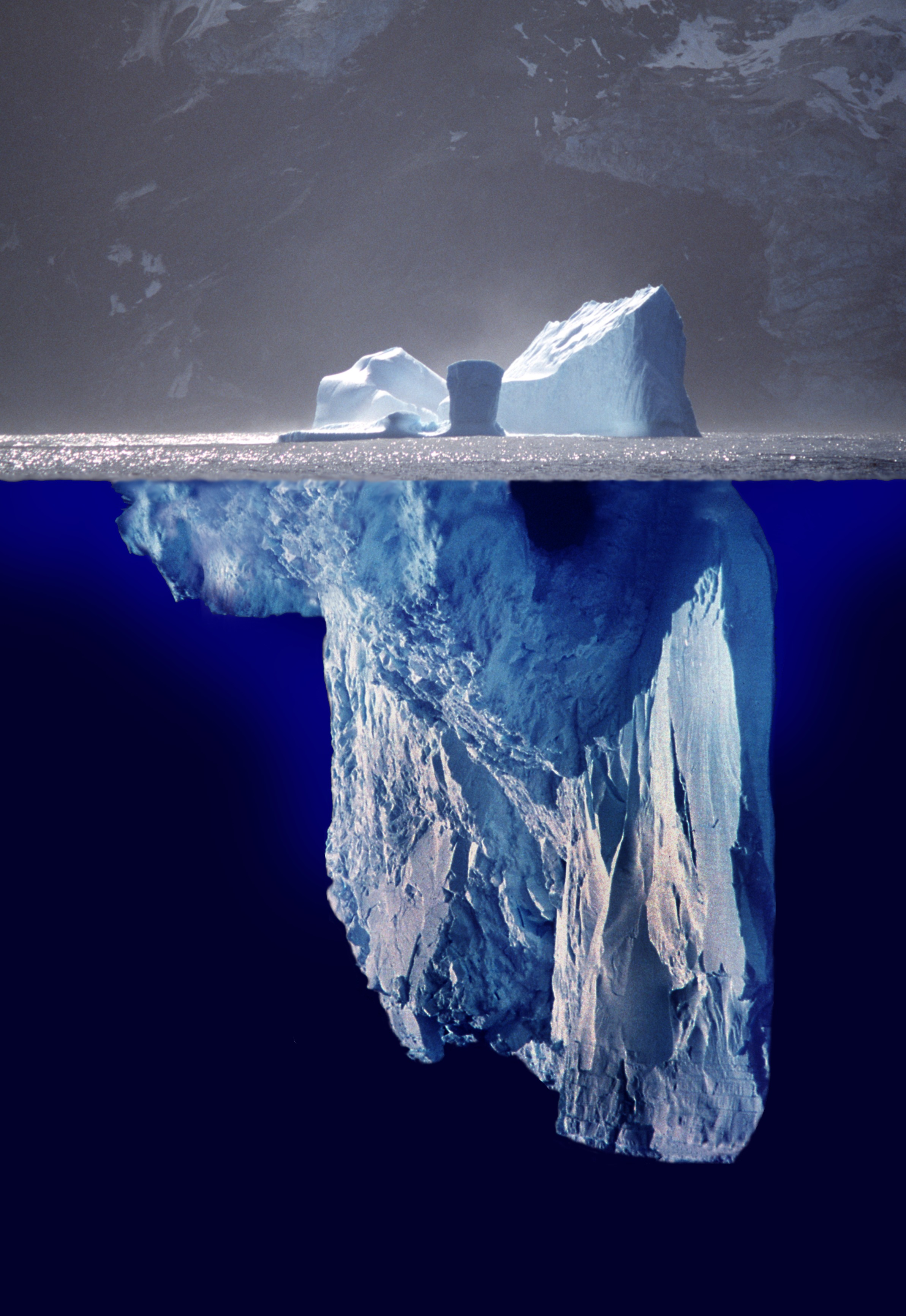
Fotomontage som visar hur ett isberg kan se ut ovan och under vattenytan

Fotomontage är en term som myntades i Berlin cirka 1918 för ett kollage sammansatt av fragment av fotografier, tidningstryck och dylikt. Pionjärer inom konstformen var Raoul Hausmann och John Heartfield, båda verksamma dadaister.
Termen fotomontage kom senare även att användas för en sammansatt bild gjord av kopior från flera negativ på ett enda pappersark.

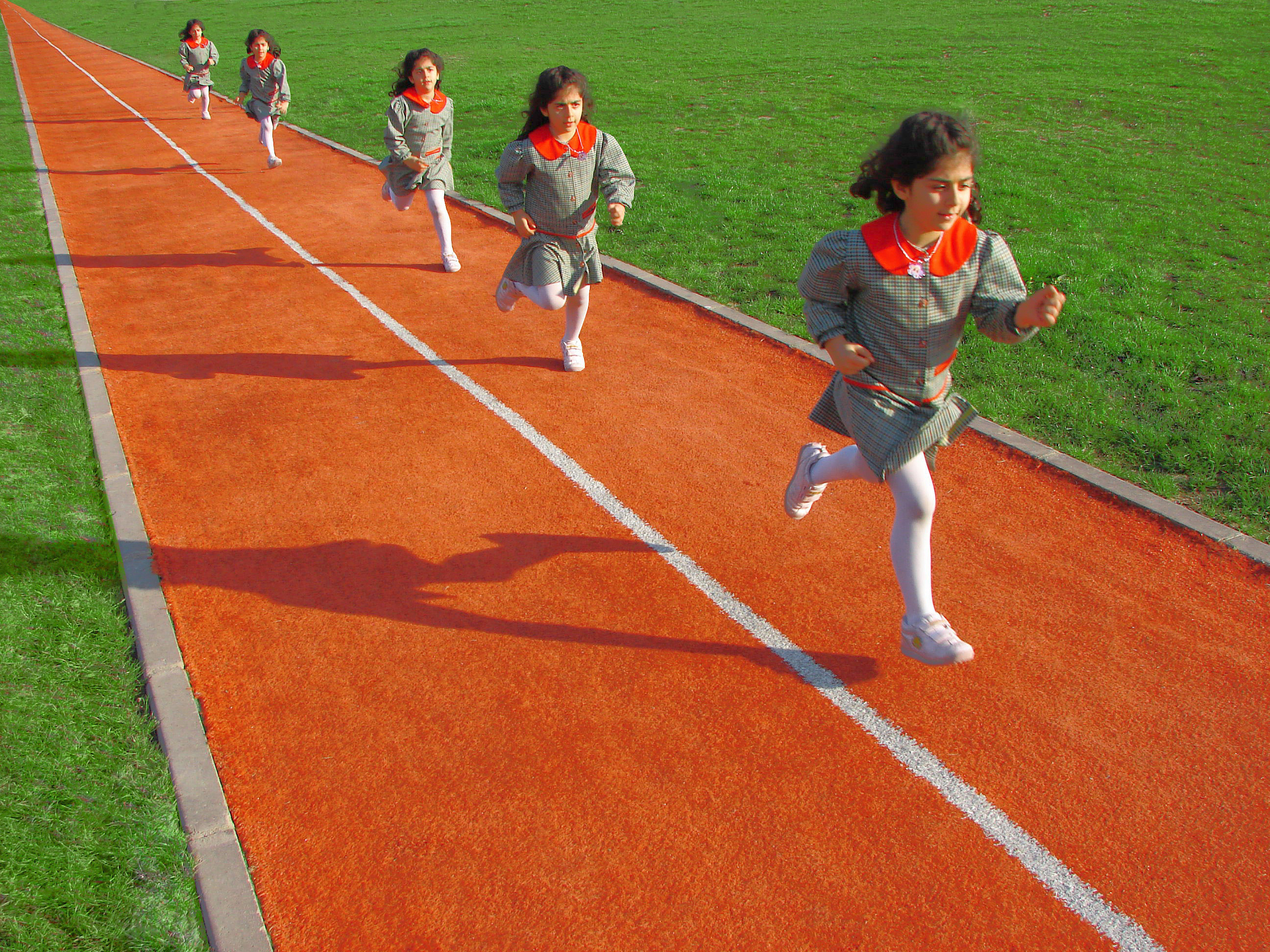
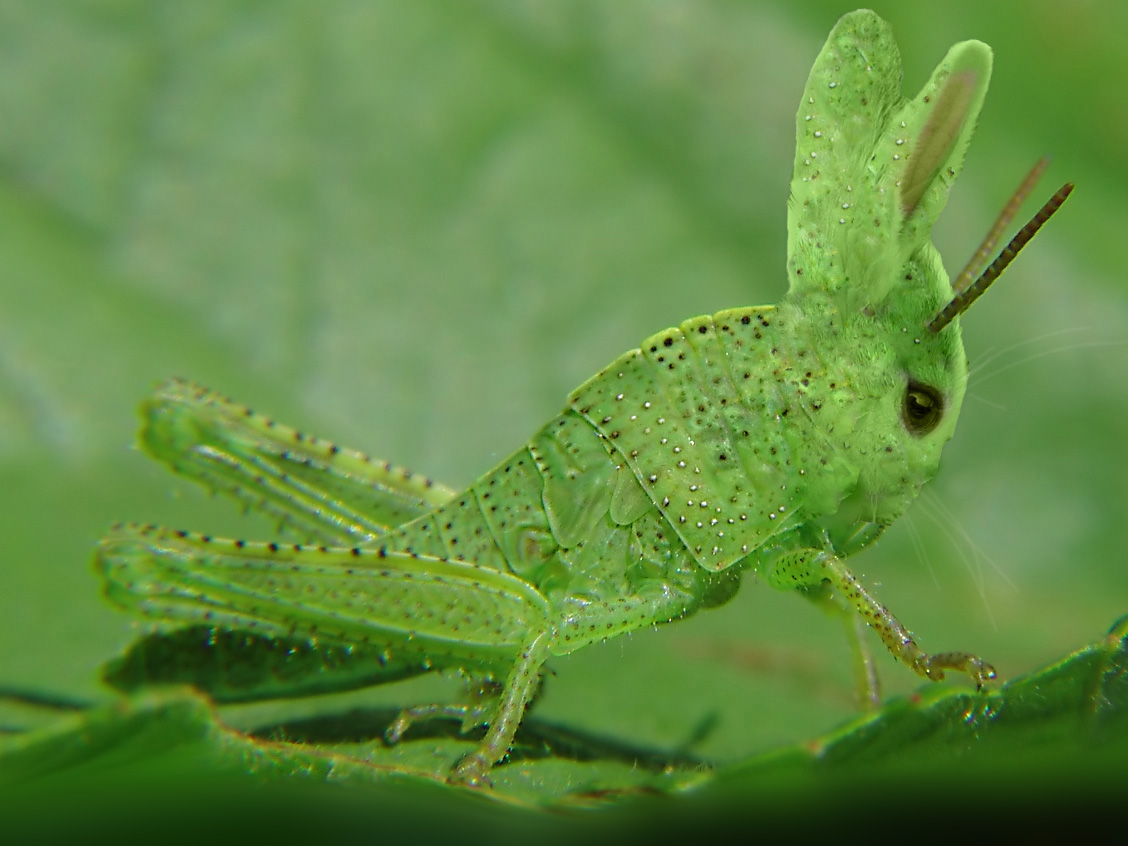
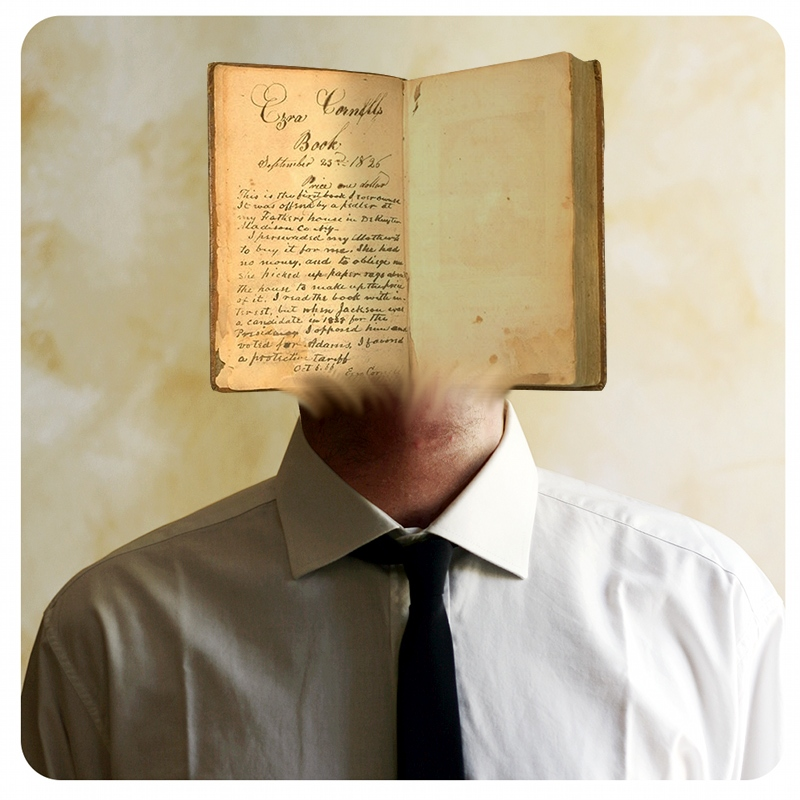
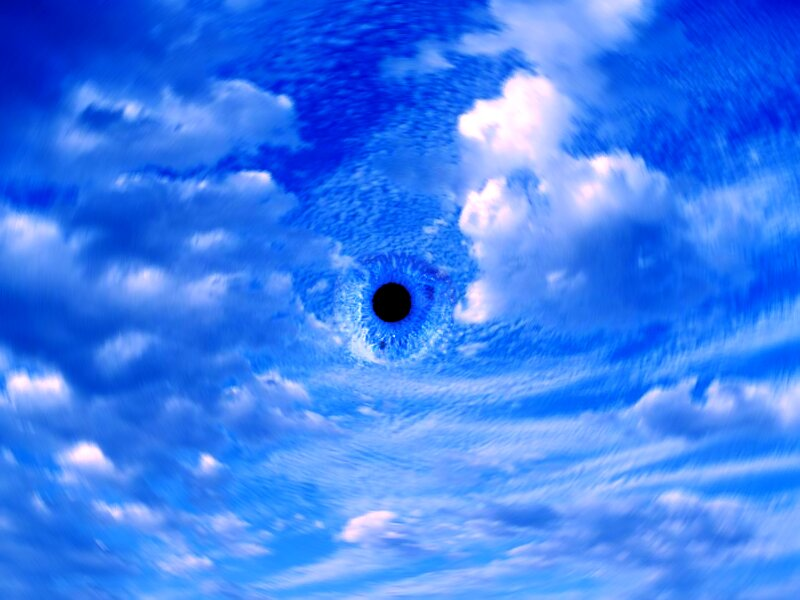